# اشکان مختاریان
اشکان مختاریان (فارسی: اشکان مختاریان؛ زادهٔ ۱۸ سپتامبر ۱۹۸۵) ورزشکار هنرهای رزمی ترکیبی اهل ایران و ساکن استرالیا است. وی از سال ۲۰۱۱ میلادی تاکنون مشغول فعالیت بوده‌است.